# Haut comité pour la transparence et l'information sur la sécurité nucléaire
Le Haut Comité pour la transparence et l'information sur la sécurité nucléaire (HCTISN) est, en France, une instance d'information, de concertation et de débat sur les risques liés aux activités nucléaires.

## Missions
La loi du 13 juin 2006 relative à la transparence et à la sécurité en matière nucléaire, dite loi « TSN », dispose que toute personne a le droit d'être informée sur les risques liés aux activités nucléaires. Dans ce but est créé le haut comité, en tant qu'instance d'information, de concertation et de débat sur les risques liés aux activités nucléaires et l'impact de ces activités sur la santé des personnes, sur l'environnement et sur la sécurité nucléaire. Ce comité remplace en juin 2008 le CSSIN (Conseil supérieur de la sûreté et de l'information nucléaires) institué en 1973.
La réunion d'installation de ce comité se tient le 18 juin 2008.
Pour l'exercice de ses missions le haut comité peut faire réaliser des expertises nécessaires à l'accomplissement de ses missions et organiser des débats contradictoires.
Il dispose du support technique du ministère de la Transition écologique et solidaire et plus particulièrement de celui de la Mission sûreté nucléaire (MSNR) qui assure le secrétariat technique du haut comité.

## Composition
Le comité est composé de 40 membres nommés pour six ans par décret, au nombre de quatre pour les parlementaires et de six au titre de chacune des autres catégories. La répartition est la suivante :
- Deux députés désignés par l'Assemblée nationale et deux sénateurs désignés par le Sénat ;
- Des représentants des commissions locales d'information ;
- Des représentants d'associations de protection de l'environnement et d'associations mentionnées à l'article L. 1114-1 du code de la santé publique, telles que Greenpeace ou Robin des Bois ;
- Des représentants des personnes responsables d'activités nucléaires ;
- Des représentants d'organisations syndicales de salariés représentatives ;
- Des personnalités choisies en raison de leur compétence scientifique, technique, économique ou sociale, ou en matière d'information et de communication, dont trois désignées par l'Office parlementaire d’évaluation des choix scientifiques et technologiques, une par l'Académie des sciences et une par l'Académie des sciences morales et politiques ;
- Des représentants de l'Autorité de sûreté nucléaire, des services de l'État concernés et de l'Institut de radioprotection et de sûreté nucléaire.

Le président du haut comité est nommé par décret parmi les parlementaires, les représentants des commissions locales d'information et les personnalités choisies en raison de leur compétence qui en sont membres. La présidente du haut comité est la juriste Christine Noiville, directrice de recherches au CNRS, depuis le 3 décembre 2018.

## Avis
Les avis du comité sont publiés sur son site Internet à l'adresse http://www.hctisn.fr/avis-et-rapports-a8.html
Les derniers avis sont :
- L'avis n°16[5] du 4 février 2021 relatif à l’articulation entre la transparence et le secret en matière nucléaire
- L'avis n°15[6] du 29 septembre 2020 relatif à la participation du public au projet Cigéo
- L'avis n°14[7] du 29 septembre 2020 sur l'élaboration et la diffusion des Plans particuliers d'intervention (PPI)